# Iaido

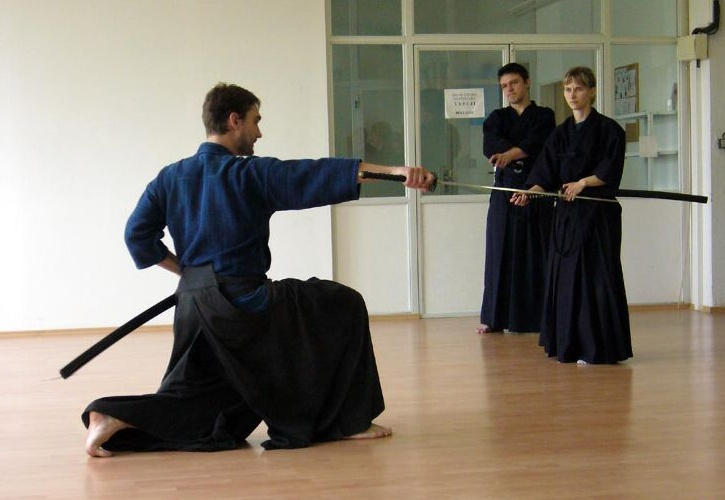
Iaido

Iaido (居合道; Japans: iaidō) is te omschrijven als de kunst van het snel en vloeiend trekken van het zwaard, gevolgd door een aanval en behoort tot het budo. Iaido is sterk verwant aan andere Japanse vechtkunsten als kendo, shinkendo en jodo. Het komt voort uit de culturele krijgstraditie van de samoerai (bushi) van het klassieke Japan.
Iaido wordt beoefend met een houten zwaard (木剣 = bokken), metalen oefenzwaard (居合刀 = iaitō) of gesmeed scherp zwaard (真剣 = shinken). Welk type zwaard wordt gebruikt heeft veelal te maken met de mate van geoefendheid van de iaidoka.
Iaido is opgebouwd uit de elementen:
- Nukitsuke, het trekken van het zwaard, gevolgd door een snijdende slag
- Kiritsuke, de snijdende of stekende slag na nukitsuke
- Chiburi, het afschudden van het bloed van het zwaardblad
- Noto, het insteken van het zwaard in de schede

Alle bewegingen dienen vloeiend, zuiver en resoluut te worden uitgevoerd. De vele kata omvatten zittende en staande technieken, waarbij aanvallen van voor, achter en opzij kunnen komen. Hierbij kan het om één of meerdere (denkbeeldige) tegenstanders gaan. De uitvoering wordt gekenmerkt door concentratie en voortdurende waakzaamheid (残心 = zanshin).
De meeste kata (oefenvormen) worden zonder daadwerkelijke tegenstander uitgevoerd. Bij de uitvoering van technieken moet men zich echter wel een tegenstander voor de geest halen zodat je een zo realistisch mogelijke situatie creëert. Het gevoel van een werkelijk gevecht moet worden opgebouwd. Bij het onderdeel tameshigiri worden de slagen geoefend op opgerolde tatami.